# Lonely Road (песня)
«Lonely Road» — песня американских музыкантов Machine Gun Kelly и Джелли Ролла, выпущенная 26 июля 2024 года на лейблах EST 19XX и Interscope Records. Песня спродюсирована Трэвисом Баркером, Чарли Хэндсомом, BazeXX и SlimXX и содержит интерполяцию песни «Take Me Home, Country Roads» Джона Денвера 1971 года.

## История
На своей странице в Instagram Machine Gun Kelly написал: «Мы работали над „Lonely Road“ 2 года, 8 разных студий, 4 разных страны, 4 раза меняли ключ».

## Композиция и текст
В центре песни — человек, чья жизнь приводит к проблемам и неудачам, и теперь он одинок. Он вспоминает радостные моменты своего прошлого, задаваясь вопросом, что привело его к нынешнему состоянию. Лирика посвящена борьбе с любовными отношениями, а также алкогольной зависимости, чтобы справиться с потерями. Machine Gun Kelly поёт на мелодию песни «Take Me Home, Country Roads» в припеве: «Одинокая дорога забери меня домой / Туда, где мы ошиблись / Куда ты ушла? / Это был город-призрак / И я все ещё здесь / Совсем один».

## Музыкальное видео
Официальное музыкальное видео было снято режиссёром Сэмом Кэхиллом, а премьера состоялась 26 июля 2024 года. В клипе снялись Machine Gun Kelly и Jelly Roll вместе со своими вторыми половинками, актрисой Меган Фокс и Банни XO, соответственно, и изображены они в роли рабочих-механиков, которые изо всех сил пытаются обеспечить свои семьи. В начале ролика артисты посещают похороны, одетые во все чёрное, а затем работают бок о бок в авторемонтной мастерской в одинаковых комбинезонах цвета загара. В других сценах Келли целует живот своей беременной жены, а Джелли Ролл стоит в поле, поёт и утешает жену после того, как они получили письмо с диагнозом «бесплодие». В конце концов, после совместного ужина MGK придумывает план ограбления банка, а Джелли Ролл, будучи бывшим заключённым, отказывается вернуться к преступной жизни. Позже MGK уезжает на мотоцикле и совершает ограбление. Его арестовывают, но не раньше, чем он передаст украденные деньги своей жене, а он в последний раз целует свою любовь и их будущего ребёнка (в живот подруги) на прощание. Восемь месяцев спустя MGK навещает в тюрьме его жена с их новорождённой дочерью, и целует своего ребёнка через стекло. Девочка в клипе — ребёнок другой женщины, и Меган Фокс на самом деле не беременна. Эти сюжетные линии особенно пикантны и личны для обоих мужчин: в прошлом месяце Джелли рассказал, что его 44-летняя жена Банни проходит процедуру ЭКО, пытаясь зачать своего первого ребёнка, а в ноябре мать троих детей Меган Фокс рассказала об «очень сложном» выкидыше, который она пережила с MGK.

## Коммерческий успех
Песня достигла 33-го места в американском хит-параде Billboard Hot 100 в чарте от 26 июля 2024 года. Песня, ставшая четвёртым хитом MGK в топ-40 Hot 100 и седьмым хитом Джелли Ролла, переосмысливает гимн фолк-кантри легенды Джона Денвера, ставший его прорывом в качестве артиста звукозаписи, «Take Me Home, Country Roads», который в 1971 году занял 2-е место в Hot 100.

## Чарты
| Чарт (2024)                                  | Высшая позиция |
| -------------------------------------------- | -------------- |
| Австралия (ARIA)                             | 66             |
| Канада (Billboard Canadian Hot 100)          | 25             |
| Мир (Billboard Global 200)                   | 62             |
| Новая Зеландия (RMNZ)                        | 4              |
| Великобритания (OCC UK Singles)              | 67             |
| США (Billboard Hot 100)                      | 33             |
| США (Billboard Adult Pop Airplay)            | 18             |
| США (Billboard Hot Country Songs)            | 13             |
| США (Billboard Hot Rock & Alternative Songs) | 7              |
| США (Billboard Pop Airplay)                  | 23             |

| Чарт (2024)                                  | Позиция |
| -------------------------------------------- | ------- |
| США Hot Country Songs (Billboard)            | 75      |
| США Hot Rock & Alternative Songs (Billboard) | 35      |